# Megacyllene panamensis
Megacyllene panamensis es una especie de escarabajo longicornio del género Megacyllene, tribu Clytini, subfamilia Cerambycinae. Fue descrita científicamente por Bates en 1885.

## Descripción
Mide 9,54 milímetros de longitud.

## Distribución
Se distribuye por Costa Rica y Panamá.